# 開峰駅
開峰駅（ケボンえき）は、大韓民国ソウル特別市九老区開峰洞にある、韓国鉄道公社（KORAIL）京仁線（首都圏電鉄1号線）の駅。駅番号は「143」。

## 歴史
- 1974年8月15日 - 鉄道庁の駅として開業。
- 2005年1月1日 - 鉄道庁の改組により韓国鉄道公社(KORAIL)の駅となる。
- 2016年2月1日 - 急行電車の停車駅となる。

## 駅構造
島式ホーム2面4線の地上駅。

### のりば
| 番線 | 路線                         | 種別 | 行先                     |
| ---- | ---------------------------- | ---- | ------------------------ |
| 1    | 京仁線 · （首都圏電鉄1号線） | 緩行 | 九老・光云大・逍遥山方面 |
| 2    | 京仁線 · （首都圏電鉄1号線） | 急行 | 九老・永登浦・龍山方面   |
| 3    | 京仁線 · （首都圏電鉄1号線） | 急行 | 駅谷・富川・東仁川方面   |
| 4    | 京仁線 · （首都圏電鉄1号線） | 緩行 | 富川・富平・仁川方面     |

## 利用状況
近年の1日平均利用人員推移は下記のとおりである。
| 路線   | 路線     | 2000年 | 2001年 | 2002年 | 2003年 | 2004年 | 2005年 | 2006年 | 2007年 | 2008年 | 2009年 | 出典  |
| ------ | -------- | ------ | ------ | ------ | ------ | ------ | ------ | ------ | ------ | ------ | ------ | ----- |
| 京仁線 | 乗車人員 | 31,006 | 35,063 | 37,084 | 42,091 | 30,831 | 30,229 | 29,000 | 29,241 | 29,012 | 27,848 | [ 1 ] |
| 京仁線 | 降車人員 | 25,158 | 32,269 | 37,755 | 38,917 | 29,715 | 29,921 | 29,483 | 28,838 | 28,900 | 27,792 | [ 1 ] |
| 路線   | 路線     | 2010年 | 2011年 | 2012年 | 2013年 | 2014年 | 2015年 | 2016年 | 2017年 | 2018年 | 2019年 | 出典  |
| 京仁線 | 乗車人員 | 26,668 | 25,695 | 24,389 | 23,711 | 23,251 | 23,002 | 23,908 | 24,207 | 23,910 | 24,266 | [ 1 ] |
| 京仁線 | 降車人員 | 26,636 | 25,594 | 24,421 | 23,726 | 22,969 | 22,936 | 24,107 | 24,349 | 24,205 | 24,197 | [ 1 ] |
| 路線   | 路線     | 2020年 | 2021年 | 2022年 | 2023年 |        |        |        |        |        |        |       |
| 京仁線 | 乗車人員 | 17,773 | 17,874 | 19,336 | 20,871 |        |        |        |        |        |        |       |
| 京仁線 | 降車人員 | 17,989 | 18,188 | 18,900 | 20,438 |        |        |        |        |        |        |       |

## 駅周辺
- 2001アウトレット（朝鮮語版）九老店
- KIM'S CLUB（朝鮮語版） 九老店
- 韓栄神学大学校
- ソウル古院初等学校
- 京仁高等学校（朝鮮語版）
- 京仁中学校（朝鮮語版）
- 開峰中学校（朝鮮語版）
- 金玉女子高等学校（朝鮮語版）
- ソウル韓栄大学校（朝鮮語版）
- 南部循環路（朝鮮語版）
- 聖愛病院（朝鮮語版）

## 隣の駅
韓国鉄道公社
 京仁線（首都圏電鉄1号線）
特急
通過
急行　
九老駅 (141) - 開峰駅 (143) - 駅谷駅 (146)　
緩行
九一駅 (142) - 開峰駅 (143) - 梧柳洞駅 (144)